# إبشواي

ريف مدينة إبْشِواي سنة ١٩٦٨.

مركز ومدينة إبْشِواي، محافظة الفيوم بمصر. عدد سكانها 455,544 نسمة (تعداد 2000).

## التقسيم الإداري
الوحدات المحلية:
- أبوكساه
- طبهار
- سنرو القبلية
- العجميين
- الخالدية
- النصارية
- شكشوك
- كحك البحرية
- كحك القبلية

## أعلام
- محمد الأبشيهي صاحب كتاب «المستطرف في كل فن مستظرف».[1]